# Чатамски жълточел какарики
Чатамският жълточел какарики (Cyanoramphus forbesi) е вид птица от семейство Psittaculidae. Видът е застрашен от изчезване.

## Разпространение и местообитание
Разпространен е в Нова Зеландия.